# 싱가포르 MRT 노스이스트선
싱가포르 MRT 노스이스트선(North East MRT line, NEL)은 싱가포르의 MRT(Mass Rapid Transit) 노선이다. SBS 트랜싯이 운영하는 이 노선은 20km(12마일) 길이로 MRT에서 가장 짧다. 싱가포르 남부의 하버프론트(HarbourFront) 역에서 북동쪽의 풍골 역까지 운행하며 차이나타운, 리틀 인디아, 세랑군 및 하우강을 경유하여 16개 역을 운행한다. 공식 지도에서 보라색으로 표시된 이 노선은 싱가포르의 세 번째 MRT 노선이자 세계 최초의 완전 자동화된 무인 지하 중전철 노선이다.
NEL은 1980년대에 미국 북동부 교외 지역으로 이어지는 도로의 교통 혼잡을 완화하기 위해 계획되었다. 그러나 당시 수요 부족으로 사업이 지연됐다. 정부가 최종적으로 S$50억의 추정 비용으로 프로젝트를 진행하기로 결정한 후, 1996년에 선형과 역이 확정되었고 다음 해에 건설이 시작되었다. 이 노선은 2003년 6월 20일에 운행을 시작했다. 두 개의 중간선 역은 처음에는 나머지 노선과 함께 개통되지 않았다. 부앙콕역은 2006년 1월 15일에 개통되었으며 우들리역은 2011년 6월 20일에 운영을 시작했다. 건설 중인 풍골 해안 역까지의 1개 역 확장은 2024년에 완료될 예정이다.
무인 노선은 이동 블록 알스톰 우르발리스 300 CBTC 신호 시스템을 사용한다. 세 가지 유형의 알스톰 철도 차량(C751A, C751C 및 C851E)은 가공선으로 구동되는 NEL에서 운행된다. NEL은 싱가포르 최초의 아트 인 트랜싯 노선으로, 16개 역에 18점의 예술 작품이 전시되어 있다. 역은 휠체어 접근이 가능하며 대부분은 공습과 화학 공격을 견딜 수 있도록 설계된 민방위 대피소이다.

## 역사
- 2003년 6월 20일 - 하버프론트 역 ~ 풍골 역 구간 개통
- 2006년 1월 15일 - 부앙콕 역 개통
- 2011년 6월 20일 - 우들리 역 개통
- 2024년 12월 10일 - 풍골 역 ~ 풍골코스트 역 구간 개통

## 역 목록
| 역번호 | 역명          | 역명          | 역명     | 역명      | 환승                                 | 거리 (km) | 거리 (km) |
| 역번호 | 한국어        | 영어          | 중국어   | 타밀어    | 환승                                 | 거리 (km) | 거리 (km) |
| ------ | ------------- | ------------- | -------- | --------- | ------------------------------------ | --------- | --------- |
| 동북선 |               |               |          |           |                                      |           |           |
| NE1    | 하버프론트    | HarbourFront  | 港湾     | துறைமுகம்     | ● 서클선                             |           |           |
| NE3    | 아우트램 파크 | Outram Park   | 欧南园   | ஊட்ரம் பார்க்  | ● 동서선 ● 톰슨-이스트 코스트선      |           |           |
| NE4    | 차이나타운    | Chinatown     | 牛车水   | சைனாடவுன்     | ● 다운타운선                         |           |           |
| NE5    | 클락 키       | Clarke Quay   | 克拉码头 | கிளார்க் கீ    |                                      |           |           |
| NE6    | 도비 고트     | Dhoby Ghaut   | 多美歌   | தோபி காட்     | ● 남북선 ● 서클선                    |           |           |
| NE7    | 리틀 인디아   | Little India  | 小印度   | லிட்டில் இந்தியா | ● 다운타운선                         |           |           |
| NE8    | 파러 파크     | Farrer Park   | 花拉公园 | ஃபேரர் பார்க்  |                                      |           |           |
| NE9    | 분켕          | Boon Keng     | 文庆     | பூன் கெங்     |                                      |           |           |
| NE10   | 포통 파시르   | Potong Pasir  | 波东巴西 | போத்தோங் பாசிர்  |                                      |           |           |
| NE11   | 우들리        | Woodleigh     | 兀里     | உட் லீ      |                                      |           |           |
| NE12   | 세랑군        | Serangoon     | 实龙岗   | சிராங்கூன்     | ● 서클선                             |           |           |
| NE13   | 코반          | Kovan         | 高文     | கோவன்       |                                      |           |           |
| NE14   | 호우강        | Hougang       | 后港     | ஹவ்காங்      | ● 크로스아일랜드선 (공사중)          |           |           |
| NE15   | 부앙콕        | Buangkok      | 万国     | புவாங்கோக்     |                                      |           |           |
| NE16   | 셍캉          | Sengkang      | 盛港     | செங்காங்      | ● 셍캉선                             |           |           |
| NE17   | 풍골          | Punggol       | 榜鹅     | பொங்கோல்      | ● 풍골선 ● 크로스아일랜드선 (공사중) |           |           |
| NE18   | 풍골 코스트   | Punggol Coast | 榜鹅海岸 | பொங்கோல் கோஸ்ட்  |                                      |           |           |

## 같이 보기
- 싱가포르 MRT